# Jule Paul
Jule Paul (* 31. Januar 1990 in Bergen auf Rügen) ist eine deutsche Volleyballspielerin.

## Karriere
Paul begann ihre Karriere in ihrer Heimatstadt beim VfL Bergen. Später wechselte sie zum Zweitligisten 1. VC Parchim, der mit dem Bundesligisten Schweriner SC kooperiert. 2009 kam die Zuspielerin in die Erstliga-Mannschaft der Schweriner. Eigentlich wollte sie zu Bayer 04 Leverkusen wechseln, aber da der Verein sich aus finanziellen Gründen aus der Liga zurückzog, entschied sie sich für den SSC. Die Junioren-Nationalspielerin gewann von 2007 bis 2009 dreimal in Folge die deutsche Meisterschaft der A-Jugend. Außerdem nahm sie an der Weltmeisterschaft 2007 und der Europameisterschaft 2008 teil. 2010 wechselte sie zu Envacom Volleys Sinsheim, kam aber wegen einer schweren Fußverletzung in der ersten Saison beim neuen Verein nicht zum Einsatz.